# Silnice II/570
Silnice II/570 je silnice II. třídy, která vede z Olomouce do Slatinic. Je dlouhá 16,5 km. Prochází jedním krajem a jedním okresem.

## Vedení silnice

### Olomoucký kraj, okres Olomouc
- Holice (křiž. I/55, III/4359)
- Nové Sady (křiž. II/435, peáž s II/435)
- Slavonín
- Nedvězí (křiž. D46, III/5704)
- Hněvotín (křiž. III/5709)
- Lutín (křiž. III/44814, III/57011, III/57012, III/57013)
- Slatinice (křiž. II/449)